# Hermann Greiner
Georg-Hermann Greiner (Heidenheim, 2 de janeiro de 1920 — Wangen, 26 de setembro de 2014) foi um oficial alemão que serviu no Deutsches Heer durante a Segunda Guerra Mundial. Foi condecorado com a Cruz de Cavaleiro da Cruz de Ferro com Folhas de Carvalho.

## Sumário da carreira

### Condecorações
- Distintivo de Voo do Fronte da Luftwaffe
  - em Bronze (1 de outubro de 1942)
  - em Prata (4 de setembro de 1943)
  - em Ouro (15 de fevereiro de 1944)
- Cruz de Ferro (1939)
  - 2ª classe (26 de junho de 1942)[4]
  - 1ª classe (1 de junho de 1943)[4]
- Troféu de Honra da Luftwaffe (26 de dezembro de 1943)[5]
- Cruz Germânica em Ouro (29 de março de 1944) como Oberleutnant no 10./NJG 1[6]
- Cruz de Cavaleiro da Cruz de Ferro (27 de julho de 1944) como Oberleutnant e Staffelkapitän do 11./NJG 1[7][8]
  - 840ª Folhas de Carvalho (17 de abril de 1945) como Hauptmann e Gruppenkommandeur do IV./NJG 1[8][9]